# 刘伦 (广德王)
刘伦（前1世纪—0年代），或误作刘愈、刘榆。西汉襄隄侯刘圣子，或误作刘圣兄廣川戴王刘文子。
元始二年（2年）四月，封爲廣德王，奉祀广川惠王刘越，一作奉祀中山靖王刘胜。次年或元始五年（公元5年）去世，谥号静，子刘赤袭爵。

## 儿子
- 刘赤，居攝元年（6年），刘赤嗣爵廣德王，在位三年，王莽建立新朝，貶刘赤為廣德公，次年廢爵。